# Dollars & Sense
Dollars & Sense est un magazine américain sur l'économie dans une perspective progressive. Il est publié par Economic Affairs Bureau, Inc. qui publie également des manuels scolaires du même genre.
Dollars & Sense se décrit lui-même comme publiant « des nouvelles et des analyses économiques, des reportages sur l’activisme en faveur de la juste économique, des initiations sur des sujets économiques et des critiques de la couverture de l’économie par les grands médias ».
Publié depuis 1974, dans un premier temps de manière mensuelle puis par la suite de manière bimensuelle, Dollars & Sense est édité par un collectif d'économistes, de journalistes et d'activistes attachés aux idéaux de justice sociale et de démocratie économique.
Le magazine était initialement parrainé par l'Union for Radical Political Econmics, mais il n'est plus affilié à cette organisation. Aujourd'hui il est publié par la maison indépendante Economic Affairs Bureau, Inc., une corporation non-lucrative basée à Boston au Massachusetts. Il est publié à environ 7 000 exemplaires.
Le magazine est destiné aux universitaires, aux étudiants et aux activistes de la justice économique, de la justice sociale et des mouvements ouvriers.